# Nicolaus Ludwig von Zinzendorf
Nicolaus Ludwig von Zinzendorf (Dresden, Saxònia, 26 de maig de 1700 – Hernhut, Saxònia, 9 de maig de 1760) fou un noble (comte) i teòleg alemany.
Cursà primerament dret a Wittenberg (des de 1716) i després teologia. Els estudis feren que es concentrés extraordinàriament i, en conseqüència, s'entregà a la meditació i a la vida interior tan absolutament, que el seu esperit restà dominat pel pietisme.
Nomenat conseller àulic (1721) del Govern de Dresden, treballà tanmateix amb molt d'ardor pel despertar religiós del poble; l'eix de les seves doctrines eren les ensenyances del Crucificat, i deixant a banda tota tendència o confessió, emprengué la unificació de les esglésies i l'aconseguí instituint la germandat evangèlica, que sorgí després de l'admissió dels emigrants moravians a Hernhut. Després predominà en el seu esperit la idea de treballar en l'obra de les Missions, sobretot per a convertir a jueus i pagans.

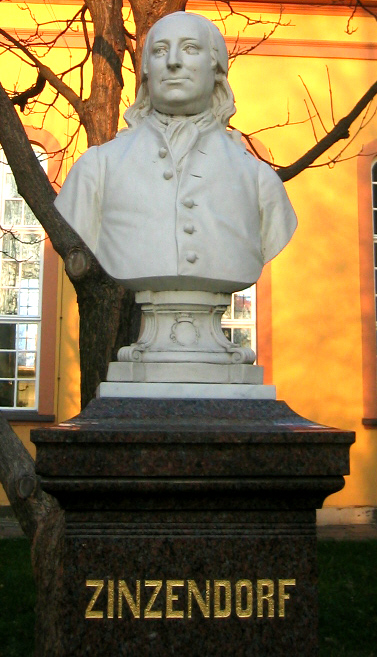
Monument a la vila d'Hernhut a la memòria de Zinzendorf

Havent-se-li prohibit el 1727 l'exercici del culte diví a casa seva, abandonà el servei de l'Estat, i el 1734, usant un pseudònim, es presentà a Stralsund com a candidat a la feina de predicador; després s'ordenà sacerdot a Tubingia i el 1737 fou consagrat bisbe a Berlín de les germanes moravianes. És de 1736 fins al 1747 va estar desterrat de la seva pàtria per haver publicat l'obra Neuerungen.
En un principi, residí a Wetterau i més tard fixà la residència a Ronneburg, fundant les comunitats de Marienborn i Herrnhaag. Després viatjà per Europa, l'Índia Oriental i Amèrica del Nord, propagant l'anomenada <Religió del Salvador>. A més de les conferències públiques que donava, li absorbia el temps la correspondència i la redacció d'obres de pietat.
Entre els 108 escrits ascètics (el 1824 es publicà a Szcezin un catàleg d'aquests), i figuren: Sammlung geislicher und lieblicher Liedern (última edició, Leipzig, 1900), i el llibre d'himnes de la comunitat d'Herrnhut (1735). Va estar casat, des de 1722, amb Edmunte Dorotea, comtessa Reuss von Ebersdorf, que també componia himnes religiosos (que edità Leddeshose junt amb la seva biografia, Gütersloh, 1887). en la mort de Dorotea va contraure noves núpcies (1757) amb Anna Nitschmann, directora dels cors de la secció de Germanes solteres d'Herrnhut i que també es donà a conèixer com a poetessa mística.